# Lemula testaceipennis
Lemula testaceipennis là một loài bọ cánh cứng trong họ Cerambycidae.